# Басуки, Яюк
Яюк Басуки (индон. Yayuk Basuki; р. 30 ноября 1970, Джокьякарта) — индонезийская профессиональная теннисистка.
- Четырёхкратная победительница Азиатских игр в одиночном, женском парном и смешанном парном разряде
- Победительница 15 турниров WTA в одиночном и парном разрядах
- Спортсменка 1991 года в Индонезии
- Двукратная обладательница награды WTA за спортивный дух (1996, 1998)

## Игровая карьера
Яюк Басуки, дочь полицейского из Джокьякарты, занималась теннисом в спортивной академии «Рагунан» в Джакарте. Она нечасто выступала в юниорских теннисных соревнованиях, но потом начала быстро прогрессировать во взрослом теннисе. В 1985 году, в неполные 15 лет, она впервые сыграла в составе сборной Индонезии в Кубке Федерации, принеся команде очко в парной игре в уже проигранном матче против китаянок. В 1986 году она выиграла четыре турнира ITF в парах и стала чемпионкой Азиатских игр в парном разряде. В 1988 году она представляла Индонезию на Олимпийских играх в Сеуле В 1989 году она завоевала свой первый титул в одиночном разряде в турнирах ITF, в 1990 году стала чемпионкой Азиатских игр в женских и смешанных парах, а в апреле 1991 года в Паттайе, занимая 178-е место в рейтинге, выиграла турнир WTA после побед над 39-й и 37-й ракетками мира. В том же году на Уимблдоне, к которому Яюк подошла уже на 45-м месте в рейтинге, она пробилась в третий круг, где проиграла первой ракетке мира Штеффи Граф. Помимо личных успехов, она также помогла команде Индонезии дойти до четвертьфинала Мировой группы Кубка Федерации, одержав по две победы (в одиночном и парном разрядах) над соперницами из Югославии и Великобритании. По итогам сезона она была номинирована на приз WTA в категории «лучший новичок» и стала лауреатом приза журнала Tennis Magazine в этой же номинации. Кроме того, она была признана спортсменкой года в Индонезии, получив награду от президента страны за вклад в развитие спорта.
В последующие годы Басуки продолжала оставаться лидером индонезийского тенниса. Она представляла страну на трёх Олимпиадах подряд (в том числе дойдя до третьего круга в Барселоне после победы на посеянной под 13-м номером Мари Пьерс), принесла индонезийской команде «бронзу» и «золото» в одиночном разряде на двух следующих турнирах Азиатских игр и выиграла с 1992 по 1997 год ещё пять турниров WTA в одиночном и семь в парном разряде. Хотя свой последний турнир WTA в одиночном разряде она выиграла в 1994 году, пик её успехов пришёлся на следующие годы. В 1995 году она победила на чемпионате Лос-Анджелеса трёх соперниц из первой двадцатки рейтинга, включая девятую ракетку мира Линдсей Дэвенпорт, и уступила лишь в полуфинале будущей чемпионке — третьей ракетке мира Кончите Мартинес. На следующий год в Истборне она снова победила Дэвенпорт, на тот момент восьмую в мире, а потом на турнире I категории в Монреале — четвёртую ракетку мира Иву Майоли, а за ней ещё двух посеянных соперниц по пути в полуфинал, где проиграла первой ракетке мира Монике Селеш. В 1997 году она с нидерландкой Каролин Вис выиграла в Торонто единственный за карьеру турнир I категории в парном разряде, победив по пути к титулу обе первых посеянных пары, а в одиночном дошла до четвертьфинала на Уимблдоне и в сентябре впервые попала в Top-20 женского одиночного рейтинга.
В 1996 и 1997 годах Яюк Басуки побывала в парном разряде в четвертьфиналах трёх из четырёх турниров Большого шлема — Открытого чемпионата Австралии, Открытого чемпионата Франции и Уимблдона. На Открытом чемпионате США её высший успех пришёлся на более ранний этап карьеры: в 1993 году она в паре с японкой Наной Мияги дошла там до полуфинала, по пути победив седьмую посеянную пару. В конце 1997 года она приняла в паре с Каролин Вис участие в итоговом турнире WTA, на который приглашались только восемь лучших пар в мире, но уже в четвертьфинале их выбили из борьбы посеянные третьими Дэвенпорт и Яна Новотна. В июле 1998 году Басуки поднялась до девятого места в мировом рейтинге в парном разряде, а в ноябре второй год подряд приняла с Вис участие в итоговом турнире WTA. На этот раз индонезийско-нидерландская пара прошла в полуфинал, в первом матче победив лучшую пару мира — Мартину Хингис и Яну Новотну. По итогам 1996 и 1998 годов Басуки дважды удостаивалась награды WTA за спортивный дух.
Карьеру Басуки прервали семейные обстоятельства: брак с тренером Хари Сухаряди (её партнёром по победе в миксте на Азиатских играх 1990 года) и рождение сына в сентябре 1999 года заставили её временно оставить корт. Любовь к игре, однако, победила, и уже на следующий год Басуки возобновила выступления. Она приняла участие в своей четвёртой Олимпиаде и выиграла ещё два турнира WTA в парном разряде — в том числе турнир II категории в Дубае с Каролин Вис, — прежде чем объявить об окончании карьеры в 2001 году.
После 2001 года Басуки сосредоточилась на тренерской работе, одновременно продолжая выступать в любительских теннисных турнирах. Она также сотрудничала с телевидением в качестве комментатора и была советником министра по делам молодёжи и спорта. По её словам, в эти годы её посещали мысли о возвращении, когда она видела, как другие спортсменки (в частности, Анастасия Мыскина) выигрывают турниры Большого шлема, играя в основном с задней линии, что резко отличалось от её собственной стильной и агрессивной манеры игры по всему корту. Наконец в 2007 году эти мысли стали приобретать конкретную форму, и в итоге Басуки в 37 лет вновь вышла на корт в паре с другим ветераном индонезийского тенниса — 32-летней Романой Теджакусумой, с удовольствием обыгрывая молодых теннисисток, которых до этого тренировала. За 2008 год индонезийская пара выиграла два турнира ITF (и ещё один Басуки выиграла с другой партнёршей), а на следующий год добавила к списку наград ещё три титула такого же достоинства. После этого объём выступлений Басуки опять начал сокращаться, но она ещё успела в 2011 году провести четыре игры за сборную в Кубке Федерации, одержав четыре победы над парами из Пакистана, Филиппин, Киргизии и Гонконга и став в 40 лет и 62 дня самой возрастной участницей Кубка Федерации за историю индонезийской команды. Она также является рекордсменкой своей сборной по количеству проведенных сезонов и матчей и по количеству одержанных побед (общему — 62 — и в парном разряде — 33).

## Участие в финалах турниров WTA за карьеру (25)
| Легенда           |
| ----------------- |
| Большой шлем (0)  |
| Чемпионат WTA (0) |
| I категория (3)   |
| II категория (4)  |
| III категория (5) |
| IV категория (13) |
| V категория (0)   |

### Одиночный разряд (8)

#### Победы (6)
| №  | Дата        | Турнир                 | Покрытие | Соперница в финале | Счёт в финале  |
| -- | ----------- | ---------------------- | -------- | ------------------ | -------------- |
| 1. | 21 апр 1991 | Паттайя, Таиланд       | Хард     | Наоко Савамацу     | 6-2, 6-2       |
| 2. | 26 апр 1992 | Куала-Лумпур, Малайзия | Хард     | Андреа Стрнадова   | 6-3, 6-0       |
| 3. | 18 апр 1993 | Паттайя (2)            | Хард     | Марианна Уэрдел    | 6-3, 6-1       |
| 4. | 2 мая 1993  | Джакарта, Индонезия    | Хард     | Энн Гроссман       | 6-4, 6-4       |
| 5. | 20 фев 1994 | Пекин, КНР             | Хард (i) | Кёко Нагацука      | 6-4, 6-2       |
| 6. | 1 мая 1994  | Джакарта (2)           | Хард     | Флоренсия Лабат    | 6-4, 3-6, 7-61 |

#### Поражения (2)
| №  | Дата        | Турнир                    | Покрытие | Соперница в финале | Счёт в финале |
| -- | ----------- | ------------------------- | -------- | ------------------ | ------------- |
| 1. | 14 апр 1996 | Джакарта, Индонезия       | Хард     | Линда Уайлд        | Без игры      |
| 2. | 16 июн 1997 | Бирмингем, Великобритания | Трава    | Натали Тозья       | 6-2, 2-6, 2-6 |

### Парный разряд (17)

#### Победы (9)
| №  | Дата        | Турнир                            | Покрытие | Партнёр            | Соперницы в финале                            | Счёт в финале |
| -- | ----------- | --------------------------------- | -------- | ------------------ | --------------------------------------------- | ------------- |
| 1. | 27 сен 1993 | Саппоро, Япония                   | Ковёр    | Нана Мияги         | Ёне Камё Наоко Кидзимута                      | 6-4, 6-2      |
| 2. | 4 окт 1993  | Тайбэй, Китайская Республика      | Хард     | Нана Мияги         | Кристин Канс Джо-Энн Фолл                     | 6-4, 6-2      |
| 3. | 7 ноя 1994  | Wismilak Open, Сурабая, Индонезия | Хард     | Романа Теджакусума | Кёко Нагацука Ай Сугияма                      | Без игры      |
| 4. | 8 янв 1996  | Хобарт, Тасмания, Австралия       | Хард     | Кёко Нагацука      | Керри-Энн Гас Пак Сон Хи                      | 7-67, 6-3     |
| 5. | 20 мая 1996 | Страсбург, Франция                | Грунт    | Николь Брадтке     | Тами Уитлингер-Джонс Марианна Уэрдел-Уитмейер | 5-7, 6-4, 6-4 |
| 6. | 4 авг 1997  | Лос-Анджелес, США                 | Хард     | Каролин Вис        | Лариса Нейланд Гелена Сукова                  | 7-67, 6-3     |
| 7. | 11 авг 1997 | Торонто, Канада                   | Хард     | Каролин Вис        | Николь Арендт Манон Боллеграф                 | 3-6, 7-5, 6-4 |
| 8. | 13 ноя 2000 | Паттайя, Таиланд                  | Хард     | Каролин Вис        | Тина Крижан Катарина Среботник                | 6-3, 6-3      |
| 9. | 19 фев 2001 | Дубай, ОАЭ                        | Хард     | Каролин Вис        | Карина Габшудова Оса Карлссон                 | 6-0, 4-6, 6-2 |

#### Поражения (8)
| №  | Дата        | Турнир                           | Покрытие | Партнёр       | Соперницы в финале            | Счёт в финале  |
| -- | ----------- | -------------------------------- | -------- | ------------- | ----------------------------- | -------------- |
| 1. | 4 ноя 1991  | Нашвилл, Теннесси, США           | Хард (i) | Каролин Вис   | Сэнди Коллинз Элна Рейнах     | 7-5, 4-6, 6-77 |
| 2. | 21 сен 1992 | Токио, Япония                    | Хард     | Нана Мияги    | Робин Уайт Мэри-Джо Фернандес | 4-6, 4-6       |
| 3. | 4 апр 1994  | Открытый чемпионат Японии, Токио | Хард     | Нана Мияги    | Мами Доносиро Ай Сугияма      | 4-6, 1-6       |
| 4. | 11 апр 1994 | Паттайя, Таиланд                 | Хард     | Нана Мияги    | Мередит Макграт Патти Фендик  | 6-70, 6-3, 3-6 |
| 5. | 22 сен 1997 | Лейпциг, Германия                | Ковёр    | Гелена Сукова | Яна Новотна Мартина Хингис    | 2-6, 2-6       |
| 6. | 27 окт 1997 | Москва, Россия                   | Ковёр    | Каролин Вис   | Наталья Зверева Аранча Санчес | 3-5 — дисквал. |
| 7. | 18 мая 1998 | Страсбург, Франция               | Грунт    | Каролин Вис   | Натали Тозья Александра Фусаи | 4-6, 3-6       |
| 8. | 17 авг 1998 | Монреаль, Канада                 | Хард     | Каролин Вис   | Яна Новотна Мартина Хингис    | 3-6, 4-6       |